# Юрґен Штроп
Юрген Штроп (нім. Jürgen Stroop, до травня 1941 носив ім'я Йозеф; 26 вересня 1895, Детмольд — 6 березня 1952, Варшава, ПНР) — групенфюрер СС, генерал-лейтенант поліції (9 листопада 1943) і генерал-лейтенант військ СС (1 жовтня 1944). Один з керівників придушення повстання у Варшавському гетто.

## Біографія
Походив з католицької сім'ї середнього достатку. Учасник Першої світової війни, віце-фельдфебель. 7 липня 1932 року вступив в НСДАП (квиток № 1292297), а пізніше в СС (квиток № 44611), де почався його швидкий кар'єрний ріст.
Брав участь в каральних операціях проти радянських партизан. У квітні 1943 за рішенням Гіммлера змінив оберфюрера Фердинанда фон Заммерн-Франкенегга на посаді керівника СС і поліції у Варшаві. Очолював операцію з придушення повстання в Варшавському гетто. Автор рапорту «Варшавського гетто більше не існує». З 8 вересня по 4 жовтня 1943 року був керівником СС в Греції
У період з жовтня 1944 року по березень 1945 року дев'ять військовослужбовців Військово-повітряних сил армії Сполучених Штатів були сумарно страчені після того, як вони були збиті і захоплені в підконтрольному його районі. Це були сержант Віллард П. Перрі, сержант Роберт В. Гаррісон, рядовий Рей Р. Херман, молодший лейтенант Вільям А. Дьюк, молодший лейтенант Арчибальд Б. Монро, рядовий Джиммі Р. Хитман, лейтенант Вільям Х. Форман і рядовий Роберт Т. Макдональдс.
Після того, як Мочарські нагадав йому, що вбивство військовополонених було злочином відповідно до Гаазької і Женевської конвенцій, Штроп відповів: «Загальновідомо, що американські льотчики були терористами і вбивцями, які використовували методи, які суперечать цивілізованим нормам… Нам дали заяву з цього приводу від вищих органів влади. Він супроводжувався наказом Генріха Гіммлера». В результаті, пояснив він, всі дев'ять військовополонених були доставлені в ліс і отримали «порцію свинцю для своїх американських шиї»
У 1947 році американський трибунал в Дахау засудив Штропа до смертної кари за розстріли заручників у Греції. Після передачі польським властям знову був засуджений до смертної кари.
Перебуваючи в камері смертників, Штроп був виключно відвертий з сусідами по камері, багато розповідав про придушення повстання у Варшавському гетто, не каявся за свою участь у тих подіях. Боєць Армії Крайової Казімєж Мочарський, котрий знаходився разом зі Штропом у камері смертників, пізніше був помилуваний і видав книгу із записом оповідей Штропа під назвою «Бесіди з катом».
Повішений у Варшаві 6 березня 1952.

## Нагороди

### Перша світова війна
- Медаль «За військові заслуги» (Австро-Угорщина) (14 січня 1915)
- Залізний хрест 2-го класу (2 грудня 1915)
- Хрест «За військові заслуги» (Австро-Угорщина) (22 вересня 1916)

### Міжвоєнний період
- Почесний хрест ветерана війни з мечами (1934)
- Медаль «За вислугу років у СС» 4-го класу (4 роки) (1936)
- Німецька імперська відзнака за фізичну підготовку (DRL) в золоті
- Німецький кінний знак у сріблі
- Йольський свічник
- Кільце «Мертва голова»
- Почесна шпага рейхсфюрера СС

### Друга світова війна
- Медаль «За вислугу років у СС» 3-го класу (8 років) (1940)
- Застібка до Залізного хреста 2-го класу (вересень 1941)
- Штурмовий піхотний знак в бронзі (вересень 1941)
- Медаль «За вислугу років у НСДАП» у бронзі (10 років) (1942)
- Знак гау (Вартеланд) (листопад 1942)
- Залізний хрест 1-го класу (18 червня 1943)
- Медаль «За вислугу років у СС» 2-го класу (12 років) (1944)
- Хрест Воєнних заслуг 2-го і 1-го класу з мечами
- Нагрудний знак «За боротьбу з партизанами»

## В популярній культурі
- Фільм 1976 року «Орел приземлився» (англ. The Eagle Has Landed), де Юрґена Штропа грає німецький актор Йоахім Ганзен. Знято на основі однойменного роману Джека Хіґґінса. У фільмі ім'я Штропа не згадується, проте є у книжці.
- Фільм 2001 року «Повстання» (англ. Uprising), де Штропа грає американський актор Джон Войт.
- Польський телевізійний фільм 2006 року «Розмови з катом» (пол. Rozmowy z katem) на основі мемуарів Казімєжа Мочарського. Штропа грає актор Пйотр Фрончевські.